# Alain Goma
Pour les articles homonymes, voir Goma (homonymie).
Alain Goma est un footballeur français né le 5 octobre 1972 à Sault. Il est défenseur central ou latéral droit. Il a créé à Londres sa société Indigo Development dans la décoration d'intérieur.

## Carrière
- 1990-1998 :  AJ Auxerre
- 1998-1999 :  Paris SG
- 1999- avril 2001 :  Newcastle United
- avril 2001-2006 :  Fulham
- 2006-2009 :  Al-Wakrah Sports Club
- 2011-2014 : CO Cachan[1]

## Palmarès

### En club
- Champion de France en 1996 avec l'AJ Auxerre
- Vainqueur de la Coupe de France en 1994 et en 1996 avec l'AJ Auxerre
- Vainqueur du Trophée des Champions en 1998 avec le Paris SG
- Vainqueur de la Coupe Intertoto en 1997 avec l'AJ Auxerre et en 2002 avec Fulham

## Bilan en sélection nationale
- 2 sélections entre 1996 et en 1998[2] : 
  - 1re sélection  : 9 octobre 1996, France-Turquie : 4-0
  - 2e sélection : 19 août 1998, Autriche-France : 2-2
- International Juniors et Espoirs

## Statistiques
- 196 matchs et 4 buts en Division 1
- 147 matchs et 1 but en Premier League
- 7 matchs en Ligue des Champions
- 8 matchs en Coupe d'Europe des Vainqueurs de Coupe
- 27 matchs en Coupe de l'UEFA
- 15 matchs et 1 but en Coupe Intertoto